# Eric Stuart Cole
Eric Stuart Cole, britanski general, * 1906, † 1992.